# Wikala and sabil-kuttab of Qaytbay
Wikala and sabil-kuttab of Qaytbay (arabiska: وكالة وسبيل وكتاب قايتباي, franska: Wikālaẗ wa-sabīl kuttāb Qāytbāy, Okâla du sultan Kâïtbâï, Sabil Kaitbay, engelska: Wekālat Qāytbāy, franska: Wekâla Qâïtbâï, Okâlt Qâyd bey, engelska: Sabil wa-Kuttab wa-Wakalat al-Sultan Qaytbay, arabiska: وكالة وسبيل وكتاب قائت باي, franska: Okel Kaid-Bey, Sibyl Qâyd bey, Sebîl-kouttâb du sultan Kâïtbâï, Sabîl-kouttâb  de Qâïtbâï) är ett monument i Egypten.   Det ligger i guvernementet Kairo, i den norra delen av landet, i huvudstaden Kairo. Wikala and sabil-kuttab of Qaytbay ligger 39 meter över havet.
Terrängen runt Wikala and sabil-kuttab of Qaytbay är lite kuperad. Runt Wikala and sabil-kuttab of Qaytbay är det tätbefolkat, med 383 invånare per kvadratkilometer. Närmaste större samhälle är Kairo, 2,3 km nordväst om Wikala and sabil-kuttab of Qaytbay. Trakten runt Wikala and sabil-kuttab of Qaytbay är ofruktbar med lite eller ingen växtlighet.